# Mary Anna Custis Lee
Mary Anna Custis Lee, född 1 oktober 1807 på en plantage i nordvästra Virginia, död 5 november 1873 i Lexington, Virginia var konstnär, författare och hustru till Robert E. Lee, amerikansk militär och konfederationens överbefälhavare under det amerikanska inbördeskriget.

## Biografi
Mary Anna Custis Lee föddes på Annefieldplantagen i Clarke County, Virginia. Hon var enda barnet till George Washington Parke Custis och Mary Molly Lee Fitzhugh Custis och fann lekkamrater bland familjens slavflickor. Molly läste Bibeln för sin dotter och från fem år fick hon hjälpa till med trädgårdsarbete. Från sex år fick hon undervisning av privatlärare i historia, litteratur, filosofi, latin och grekiska. 1818 flyttade familjen till Arlington House strax utanför Washington, D.C. Hennes far, som kallades Wash berättade många historier och legender från frihetskriget och många av USA:s ledande män kom ofta på besök till deras hem. 1824 kom Marquis de Lafayette på ett tredagarsbesök och Lee var stolt över att kunna tala franska med den gamla hjälten från belägringen av Yorktown.

### Konstnär och författare
Lee hade redan som barn en talang för teckning och liksom sin far en duktig konstnär. Hon målade fina landskap som man fortfarande kunde se från Arlington House. En liten målning av en slavflicka finns bevarad på ett galleri på Manhattan. Hon hjälpte sin mamma i trädgården och blev en skicklig trädgårdsmästare. Hon älskade rosor och hade elva arter i sin blomsterträdgård.
Lee skrev många brev till sin man när denne var i fält. Något år George Washinton Parke Custis dog började hon teckna ner och redigera sin fars biografi. Den gavs ut 1860 under titeln. Recollections and Private Memoirs of Washington, by his Adopted Son George Washington Parke Custis, with a Memoir of this Author by his Daughter.

### Slavmotståndare
Familjen ägde många slavar på plantagen i Väst Virginia och Arlington House. År 1820 diskuterades slavfrågan och ledde fram till Missourikompromissen som innebar att stater norr om 36° breddgraden skulle avskaffa slaveriet. Lee's mor Molly stöttade detta förslag och blev abolitionist. Hon och hennes man planerade för att frige sina slavar och förbereda dem för ett liv i frihet. Mary Lee började lära slavkvinnor att sy, läsa och skriva och blev själv abolitionist. Molly engagerade sig i American Colonization Society.

### Familj
| Robert E Lee och Mary-Custis-Lee |  | Robert E Lee och Mary-Custis-Lee |
| Robert E Lee och Mary-Custis-Lee |  |                                  |

Lee gifte sig den 30 juni 1831 med Robert E. Lee, en ung löjtnant tjänstgörande vid Fort Monroe. Ceremonin ägde rum i hennes familjs hem. De fick tre söner och fyra döttrar:
- George Washington Custis Lee (1832–1913)
- Mary Custis Lee (1835–1918)
- William Henry Fitzhugh ”Rooney” Lee (1837–1891)
- Anne Carter Lee (1839–1862)
- Eleanor Agnes Lee (1841–1873)
- Robert E.Lee,Jr. (1843–1914)
- Mildred Childe Lee (1845–1905)

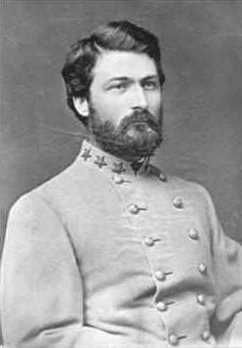
Generalmajor G.W. Custis Lee
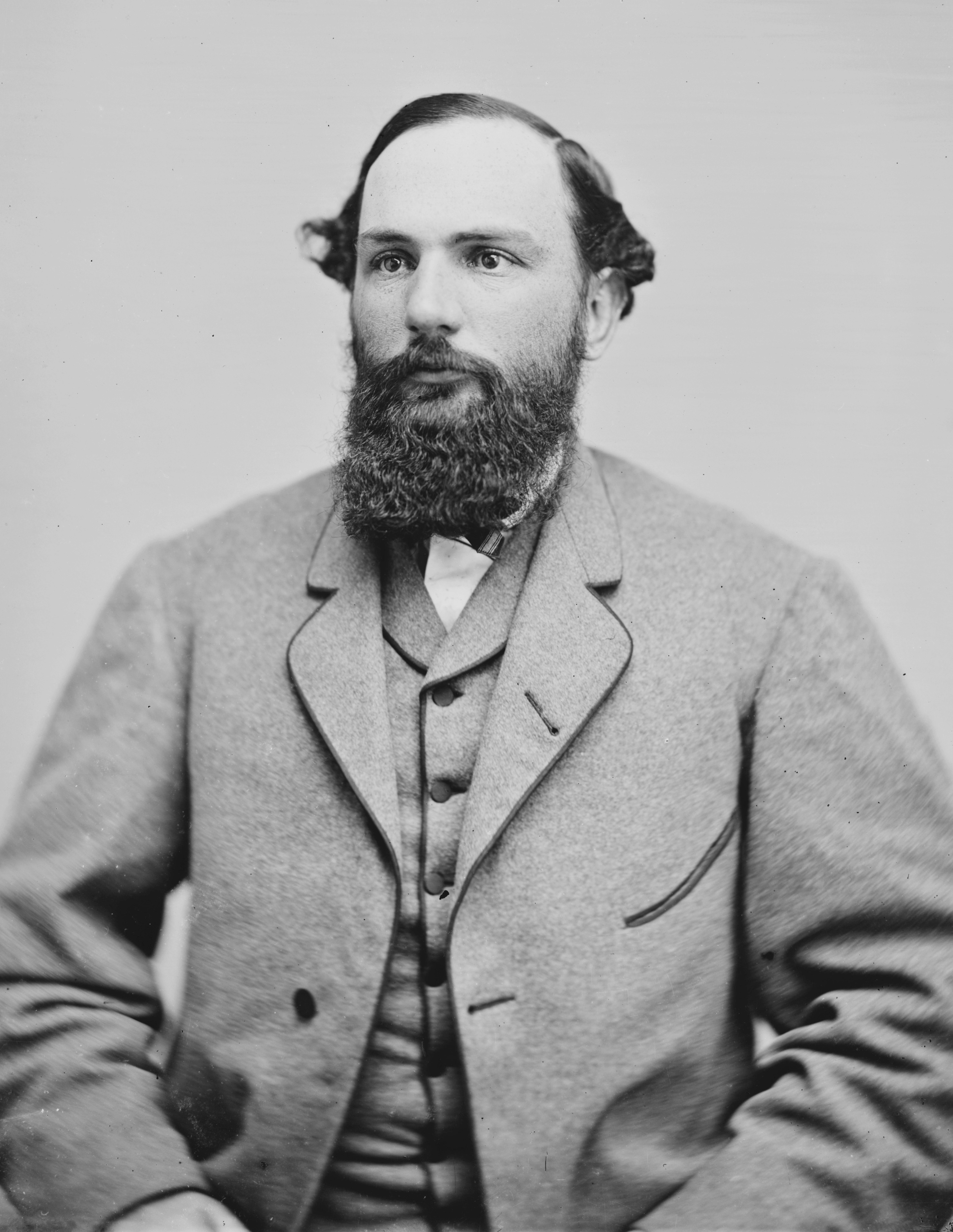
Generalmajor William Henry Lee
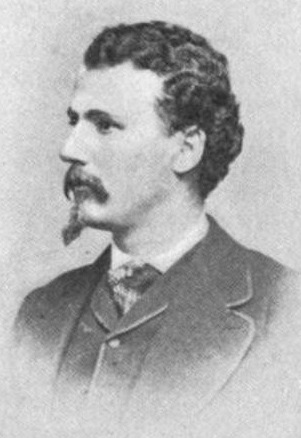
Arméofficer Robert E. Lee, Jr.

### Inbördeskriget
Lee drabbades av reumatoid artrit och när det Amerikanska inbördeskriget bröt ut efter skotten i Fort Sumter den 12 april 1861 hade hon svårt att gå och innan året var slut blev hon bunden till rullstol. Robert E. Lee begärde avsked från den federala armén den 22 april och bad sin hustru att ta med sig sina döttrar och lämna hemmet som låg alldeles utanför Washington, D.C. Han befarade att Arlington House skulle konfiskeras, och så skedde också. Det var ett svårt slag för Lee, och hon och döttrarna blev krigets första flyktingar. Efter ett år av tillfälliga bostäder på olika plantager fick de en fristad i Richmond, Virginia.

### Efter kriget
Efter kriget kunde familjen återförenas och flyttade till Lexington, Virginia. Robert E. Lee blev rektor för Washington and Lee University till sin död 1870. Lee vänder sig till USA:s kongress och försöker få tillbaka Arlington House, men utan resultat. Hon reser till sitt gamla hem strax före sin död men är för svag för att stiga ur sin vagn och dör den 5 november 1873 i Lexington.